# Kállai Klára
Kállai Klára, Oláh Andorné (Békéscsaba, 1923. április 11. – Szentendre?, 1995. augusztus 13.) természetgyógyász, Oláh Andor orvos-természetgyógyász felesége és alkotótársa.

## Élete
Édesapja bognár (kerékgyártó) mester volt. Korán munkába állt, középiskolai tanulmányait munka mellett végezte. 1945-ben felvételt nyert a szegedi Ferenc József Tudományegyetem Orvostudományi Karára. 1946 és 1949 között Budapesten is tanult a gyógyfüves Pápai Páriz Ferencről elnevezett népi orvos-gyógyszerész kollégiumban. Tagja lett a budapesti orvosi egyetem Medikus-körének, 1950-ben, ötödik évfolyamos korában azonban kizárták az egyetemről, így soha sem tudott orvosi diplomát szerezni.
Az egyetemi évek alatt összeházasodott Oláh Andorral, aki ekkoriban még orvostanhallgató volt. Mindkettejüket élénken érdekelte az orvosi reform, azaz a népi orvoslás, a természetes gyógymódok, valamint a múlt gyógyászati értékeinek és tapasztalatainak felkutatása és megőrzése.
Férje 1949-ben fejezte be orvosi tanulmányait. A család 1951-ben Békéscsabára költözött, ahol Oláh a helyi kórház orvosaként kezdett dolgozni. Nagy családjuk lett, melyben hat gyermeket neveltek. Érdeklődése ekkor a nevelés és lélektan felé fordult. 1956-tól foglalkozott gyógynövénygyűjtéssel, a gyógynövény-hatások kutatásával, és a reformkonyha gyakorlati kidolgozásával.
1961-ben Dobozra költöztek, ahol Oláh körzeti orvosi szolgálatot látott el. Az 1962–1964-es tanévekben képesítés nélküli nevelőként tanított a községi általános iskolában. Tantárgyi koncentrációval és művészi neveléssel kísérletezett. 1967-ben visszatelepültek Békéscsabára, majd 1973-ban Szentendrén telepedtek le, ahol férje ismét körzeti orvosként szolgált, és ahol aztán halálukig együtt dolgoztak. Mindössze egy évvel élte túl élete társát.

## Munkássága
1947-ben medikusként táborozáson vett részt Kiskőrösön és Barcs környékén, ahol 1100 családot érintő egészségügyi szociográfiai felvételben vett részt. A munka nehézségét jelzi, hogy a vidékiek azt gondolták a kutatókról, szovjet munkatáborba akarják hurcolni az egészségeseket, és ennek érdekében történik összeírás.
1978 és 1983 között bábjátékot tanult a Népművelési Intézetben. Mellette folyamatosan bábozott és vezetett bábfoglalkozásokat, és feldolgozta bábjátékkal a magyar jeles napok népszokásait. Művészeti oktatóként a debreceni Nagyerdei Rekreációs Központ keretei között a művészettel való gyógyítással is kísérletezett.
1986-ban közreműködött a Reformkonyha című könyv megírásában, melyhez ő készítette el az ételleírásokat. Országszerte tartott ételbemutatókat és főzőtanfolyamokat egyesületekben és klubokban, valamint előadásokat a kreativitáselméletről, a művészettel gyógyításról, a gyógynövénygyűjtésről és -alkalmazásról, továbbá az álomfejtésről.
Vezetőségi tagja, majd társelnöke volt a Magyar Természetgyógyászok és Életreformerek Tudományos Egyesületének.